# Vlag van Goedereede

Vlag van de gemeente Goedereede (1985-2013)

Vlag van de gemeente Goedereede (1966-1985)

De vlag van Goedereede is op 25 januari 1985 bij raadsbesluit vastgesteld als de gemeentevlag van de Nederlandse gemeente Goedereede, provincie Zuid-Holland, ter vervanging van een eerdere vlag. De beschrijving luidt:
Twee golvende banen, rood en blauw, waarvan de hoogten zich verhouden als 3:1, en over de gehele lengte van de vlag een gekanteelde witte muur, waarvan de hoogte gelijk is aan ¼ van de hoogte van de vlag en komende uit de blauwe baan, de muur onderbroken door twee witte torens, elk ter hoogte van ½ van de hoogte van de vlag, geplaatst op 1/3 en 2/3 van de lengte van de vlag, onderling verbonden door twee kettingen; in de broektop een omgekeerd wit anker, waarvan de hoogte gelijk is aan 1/3 van de hoogte van de vlag.
De vlag is gebaseerd op het gemeentewapen van 1966, dat is ontworpen na toevoeging van Ouddorp en Stellendam aan de gemeente. De voornaamste verschillen zijn dat er slechts een anker is afgebeeld, en wel aan de broekzijde, en dat de vlaggen aan de torens op de vlag ontbreken. Ook ontbreekt de kleur zwart op de vlag en is de kleur blauw toegevoegd, terwijl deze kleur pas in 1991 in het wapen van de gemeente verscheen. Het blauw is ontleend aan de wapens van de in 1966 toegevoegde gemeenten Ouddorp en Stellendam.
Op 1 januari 2013 is Goedereede opgegaan in de gemeente Goeree-Overflakkee. De vlag is daardoor als gemeentevlag komen te vervallen.

## Eerdere vlag
Op 10 mei 1966 was een eerdere vlag aangenomen, die als volgt kan worden beschreven:
Vijf banen van gelijke lengte in rood en wit.
De kleuren rood en wit zijn de voornaamste uit het oude gemeentewapen. De twee witte banen kunnen worden gezien als de twee zilveren torens uit het wapen.

## Stadsvlag

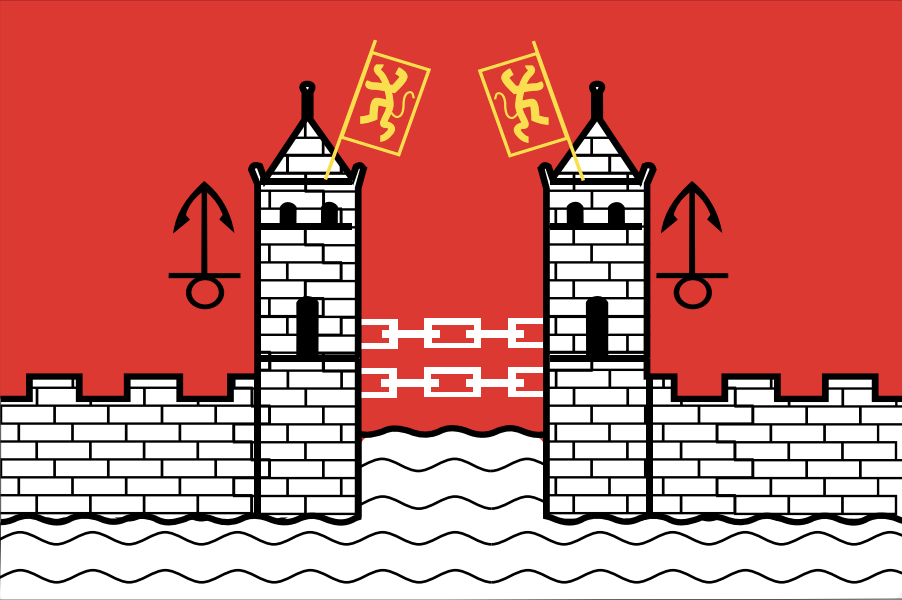
Stadsvlag van Goedereede

De alternatieve vlag is gebaseerd op het oude gemeentewapen uit 1817 en wordt gebruikt als stadsvlag, met inbegrip van de twee banieren met de gele leeuw op rood van de heren van Voorne. Westvoorn en het westelijke gedeelte van Overflakkee maakten deel uit van het Land van Voorne. Voor de aanvullende symboliek wordt de gemeentevlag van Goedereede genoemd. Het is belangrijk om op te merken dat in het stadje beide vlaggen samen worden gebruikt. Deze vlag is op 4 juni 2019 gebruik genomen.

## Verwante afbeeldingen

Het wapen van Goedereede (1817, 1966)
Het wapen van Goedereede (1991)

Opmerking: het eerste wapen van Goedereede was in 1817 aan de voorloper van gemeente bevestigd.
Alkemade 
· Ameide 
· Ammerstol 
· Arkel 
· Asperen 
· Benthuizen 
· Bergambacht 
· Bergschenhoek 
· Berkel en Rodenrijs 
· Bernisse 
· Binnenmaas 
· Bleiswijk 
· Bleskensgraaf en Hofwegen
· Bodegraven 
· Boskoop
· Brielle 
· Cromstrijen 
· De Lier 
· Delfshaven 
· Dirksland 
· Everdingen 
· Geervliet 
· Giessenburg 
· Giessenlanden
· Goedereede 
· Goudswaard 
· Graafstroom 
· 's-Gravendeel 
· 's-Gravenzande 
· Groot-Ammers
· Hagestein 
· Haastrecht 
· Hazerswoude 
· Heenvliet 
· Heerjansdam 
· Hei- en Boeicop
· Heinenoord
· Hellevoetsluis 
· Hillegersberg
· Jacobswoude
· Kamerik
· Korendijk
· Koudekerk aan den Rijn
· Krimpen aan de Lek
· Langerak
· Leerdam
· Leidschendam
· Leimuiden
· Lexmond
· Liemeer
· Liesveld
· Maasland
· Middelharnis
· Mijnsheerenland
· Moerhuizen
· Moerkapelle
· Molenwaard
· Monster
· Moordrecht
· Naaldwijk
· Nederlek
· Nieuw-Beijerland
· Nieuwerkerk aan den IJssel
· Nieuw-Lekkerland
· Nieuwpoort
· Nieuwveen
· Noordwijkerhout
· Nootdorp
· Numansdorp
· Oostflakkee
· Oostvoorne
· Oud-Alblas
· Oud-Beijerland 
· Oude-Tonge 
· Oudenhoorn 
· Ouderkerk 
· Ouderkerk aan den IJssel
· Overschie
· Piershil 
· Pijnacker 
· Poortugaal 
· Puttershoek 
· Reeuwijk 
· Rhoon 
· Rijnsaterwoude 
· Rijnsburg 
· Rijnwoude 
· Rockanje 
· Rozenburg 
· Sassenheim 
· Schelluinen 
· Schipluiden 
· Schoonhoven 
· Schoonrewoerd 
· Sommelsdijk 
· Spijkenisse 
· Streefkerk 
· Strijen 
· Ter Aar 
· Valkenburg 
· Vianen 
· Vierpolders 
· Vlist 
· Voorburg 
· Voorhout 
· Warmond 
· Wateringen 
· Westmaas 
· Westvoorne 
· Woerden 
· Woubrugge 
· Zederik 
· Zevenhoven 
· Zevenhuizen 
· Zevenhuizen-Moerkapelle 
· Zuid-Beijerland 
· Zuidland 
· Zwammerdam 
· Zwartewaal
Achthuizen
· Den Bommel
· Dirksland
· Dubbeldam
· Goedereede
· Gouderak
· Heerjansdam
· Herkingen
· Hoek van Holland
· Kaag
· Katwijk
· Kijkduin
· Klaaswaal
· Lekkerkerk
· Lisse
· Maasdam
· Maasland
· Melissant
· Middelharnis
· Nieuwe-Tonge
· Noordeloos
· Ooltgensplaat
· Ouddorp
· Oude-Tonge
· Rijnsburg
· Rockanje
· Scheveningen
· Sommelsdijk
· Stad aan 't Haringvliet
· Stellendam
· Tiengemeten
· Valkenburg
· Wieldrecht
1. ↑  Nu ook de vlag van Goedereede te koop. Goeree-Overflakkee Nieuws (4 juni 2019). Geraadpleegd op 12 mei 2025.